# Ceruzit

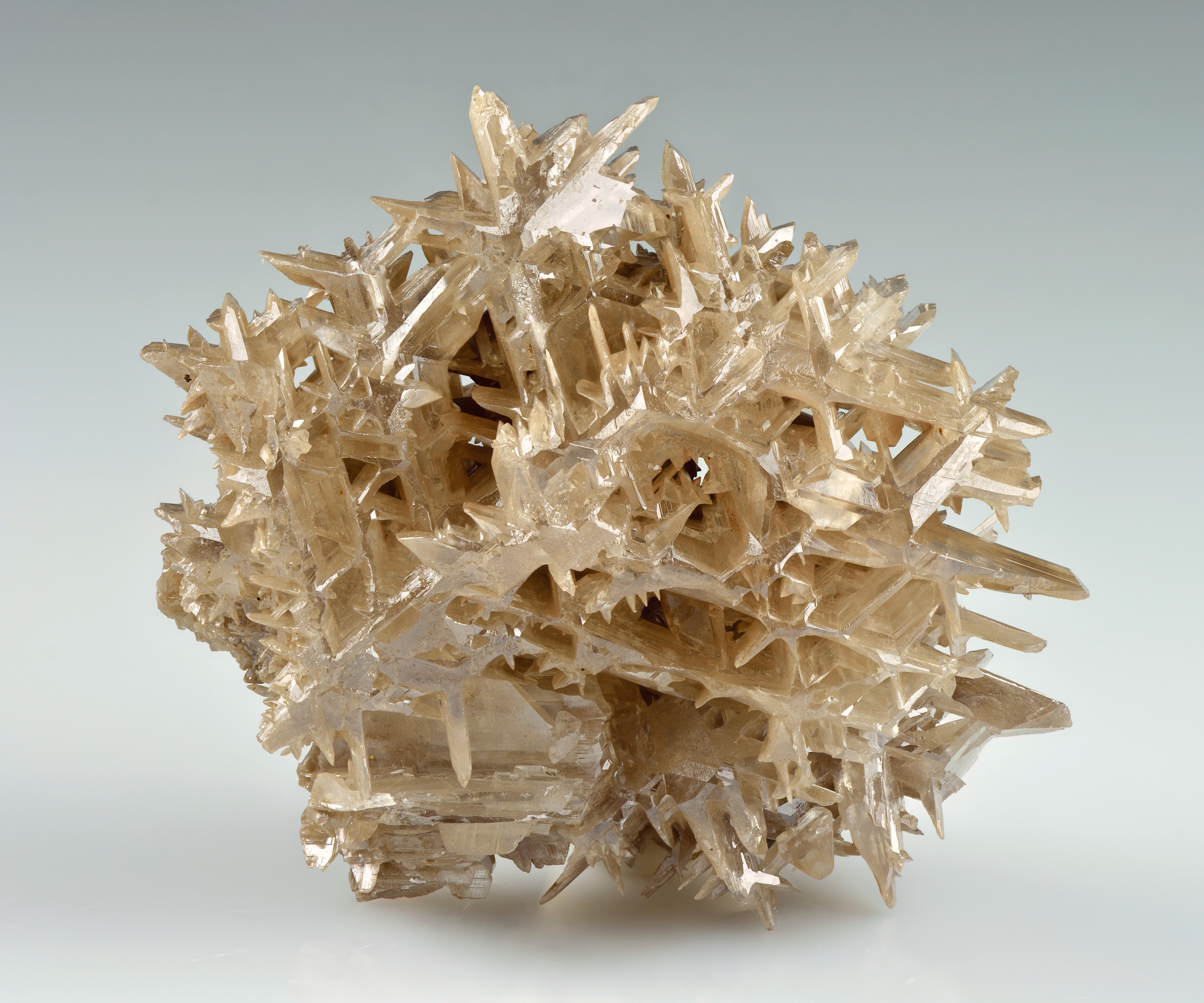
Cristale de ceruzit

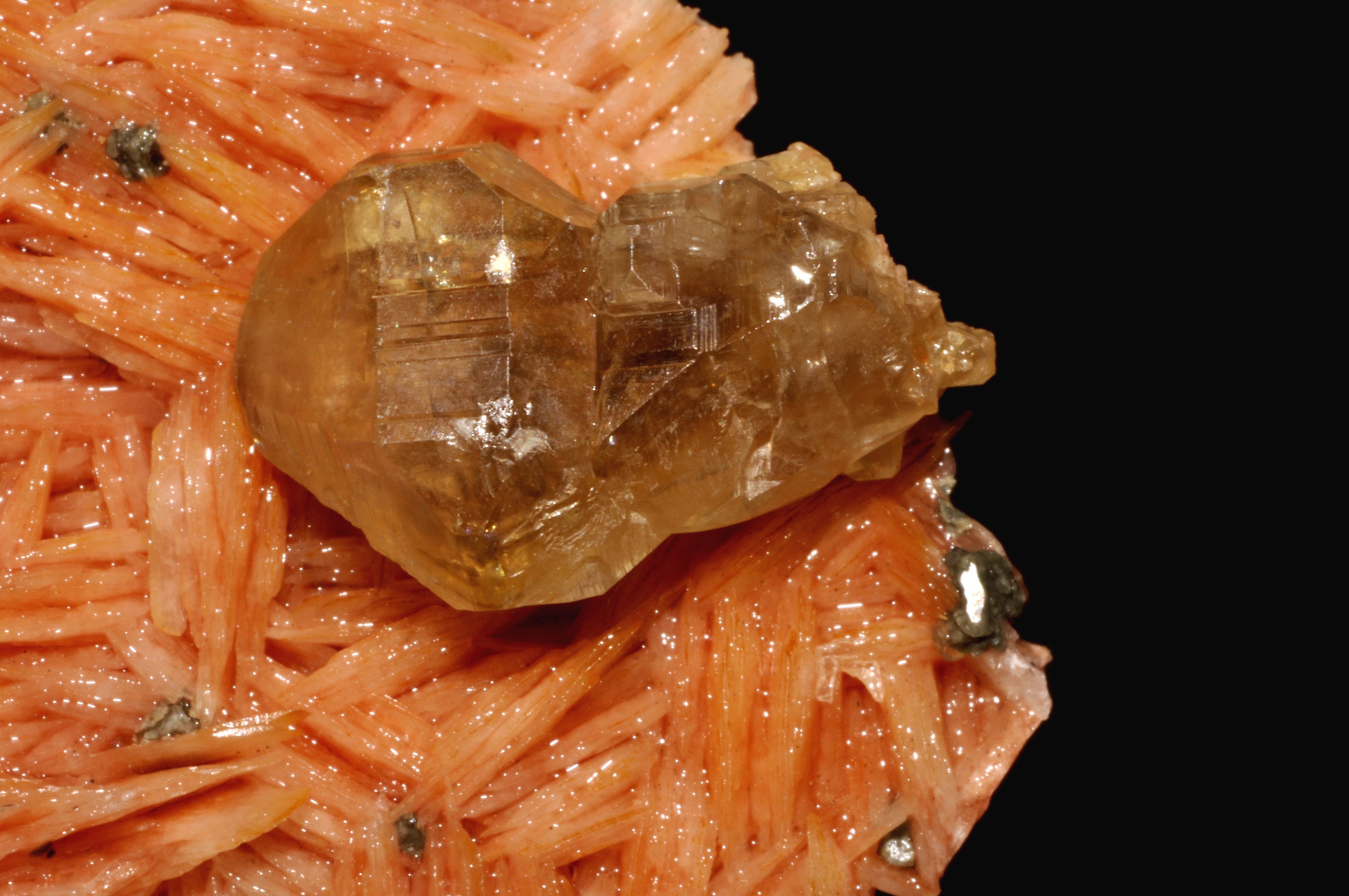
Ceruzit pe baritină portocalie

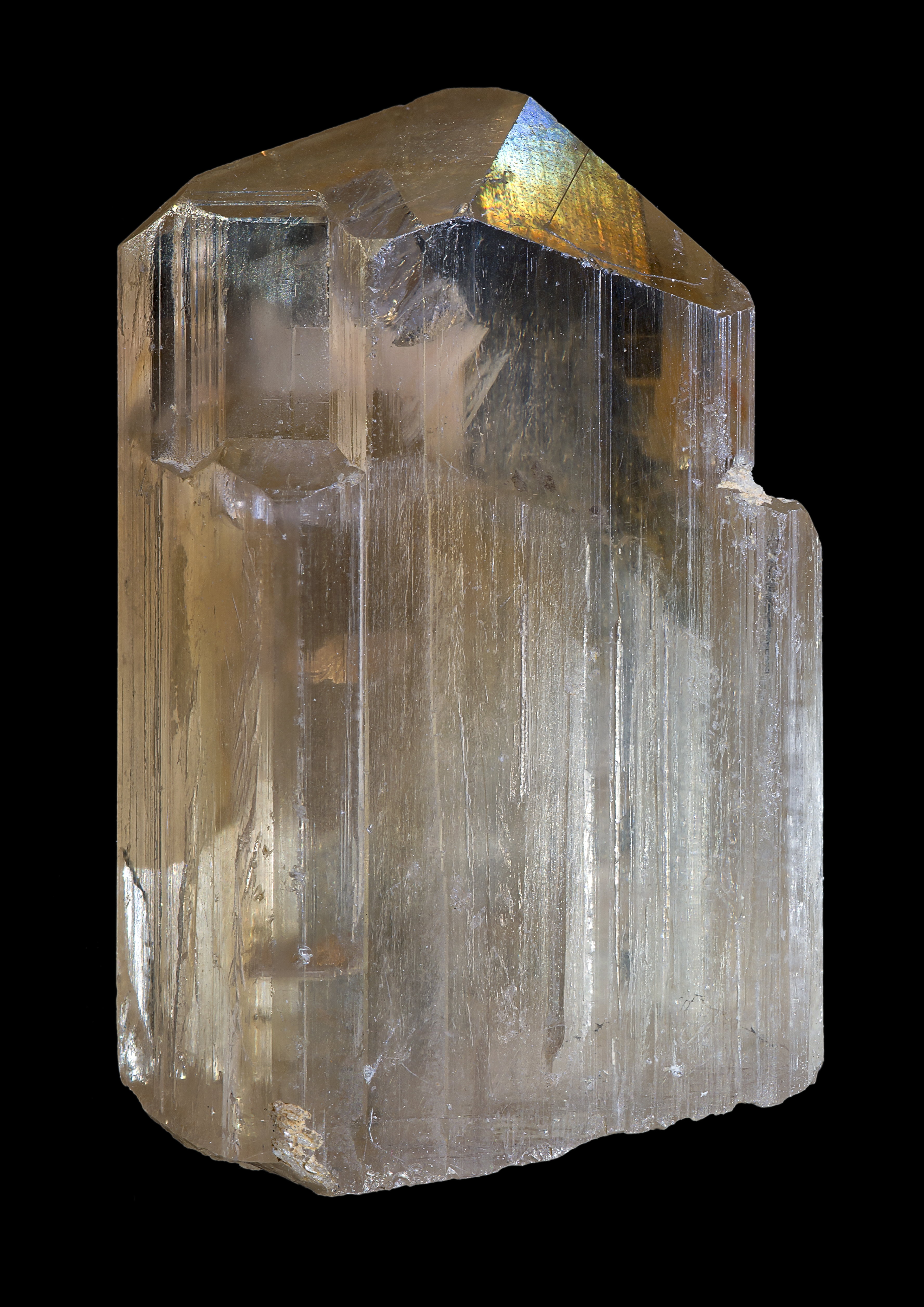
Cristal de ceruzit din Corrèze, Franţa

Mineralul ceruzit este un carbonat natural de plumb cu formula chimică PbCO3.

## Istoric și etimologie
Prima descriere modernă a fost făcută în anul 1747 de către chimistul Wallerius care i-a dat numele de Minera plumbi spathacea, dar a fost numit și descris de către Wilhelm Karl Ritter von Haidinger în anul 1845. Numele provine din latinescul „cerussa” care înseamnă „alb de plumb”, nume dat de Pliniu cel Bătrân carbonatului de plumb sintetic.

## Descriere
Ceruzitul se prezintă cristalizat în sistemul rombic, sub formă de cristale sau de mase grăunțoase, de stalactite etc. Este alb sau cenușiu, are luciu adamantin și greutatea specifică ridicată. Se formează prin alterația galenei și este folosit pentru extragerea plumbului.

## Depozite
Ceruzitul se găsește mai ales în zonele superioare oxidate din depozite de metal de bază, în special în depozitele de plumb- argint. Se găsesc cristale de mină în apropierea orașului Friedrichssegen Ems în Nassau, Germania, în Johanngeorgenstadt, Saxonia, Mies în Boemia, Phenixville în Pennsylvania, Broken Hill din New South Wales, Australia și în alte locații ca Almaden în Spania. Cristale de ceruzit de lungime considerabilă pot fi găsite pe mina Pentire Glaze în apropiere de St. Minver în Cornwall.
În România se găsește în cantități reduse la Băița, județul Bihor, la Rușchița, județul Caraș-Severin, la Rodna, județul Bistrița-Năsăud. În anul 1957 a fost descoperit un zăcământ important la Somova, județul Tulcea.

## Utilizare
În trecut era utilizat în principal ca ingredient pentru vopselele cu plumb. Aceste vopsele au fost retrase de pe piață din cauza toxicității ridicate.